# Eleições legislativas portuguesas de 1861
As eleições legislativas portuguesas de 1861 foram realizadas no dia 22 de abril.

## Partidos
Os partidos que tiveram deputados eleitos foram os seguintes:
| Partido | Partido             | Líder | Ideologia       | Espectro |
| ------- | ------------------- | --- | --------------- | -------- |
|         | Partido Histórico   | Nuno José Severo de Mendonça Rolim de Moura Barreto, 9.º conde de Vale de Reis, 2.º marquês de Loulé e 1.º duque de Loulé | Liberalismo     | Centro   |
|         | Partido Regenerador | Fontes Pereira de Melo | Conservadorismo | Direita  |

## Resultados
| ↓                 |                     |
| 137               | 40                  |
| Partido Histórico | Partido Regenerador |

| Partido | Partido             | %                 | +/-               | Deputados         | +/-               |                   |
| ------- | ------------------- | ----------------- | ----------------- | ----------------- | ----------------- | ----------------- |
|         | Partido Histórico   | 78,0 / 100,0      | 70                | 137 / 177         | 122               |                   |
|         | Partido Regenerador | 22,0 / 100,0      | 69                | 40 / 177          | 122               |                   |
| Fonte   | Fonte               | [ 1 ] [ 2 ] [ 3 ] | [ 1 ] [ 2 ] [ 3 ] | [ 1 ] [ 2 ] [ 3 ] | [ 1 ] [ 2 ] [ 3 ] | [ 1 ] [ 2 ] [ 3 ] |

### Gráfico
| Gráfico dos resultados | Gráfico dos resultados | Gráfico dos resultados | Gráfico dos resultados | Gráfico dos resultados |
| ---------------------- | ---------------------- | ---------------------- | ---------------------- | ---------------------- |
|                        |                        |                        |                        |                        |
| Partido Histórico      | Partido Histórico      |                        | 78%                    | 78%                    |
| Partido Regenerador    | Partido Regenerador    |                        | 22%                    | 22%                    |